# مصرلو
مصرلو (باليونانية Μισιρλού وبالتركية Mısırlı والتي تعني من مصر، مصري أو مصرية.) هي أغنية ولحن موسيقى تقليدية تعود أصولها إلى منطقة شرق المتوسط. يعود أقدم تسجيل للأغنية إلى سنة 1927، وذلك بموسيقى ربيتيكو/جفتتلي التقليدية اليونانية، المتأثرة أصلاً بموسيقى الشرق الأوسط. كما يوجد عدة نسخ من هذا اللحن في الموسيقى العربية والأرمنية والفارسية والتركية.
انتقلت هذه الموسيقى مع المهاجرين اليونان والأرمن إلى الولايات المتحدة في أوائل عشرينات القرن العشرين، وظهرت نسخ منها هناك على البيانو والسيلوفون اكتسبت شهرة سنة 1946، إلا أن الشهرة الأكبر لها على نطاق العالم كان سنة 1962 عندما قام ديك دالي، ذو الأصول اللبنانية ومبتدع موسيقى روك الركمجة، بعزفها بأسلوبه على الجيتار الكهربائي، ثم تتالى عزفها من الفرق المختلفة مثل ذا بيتش بويز وذي فينتشرز وغيرها الكثير. عادت نسخة ديل إلى النور مرة أخرى عندما استخدم اللحن كموسيقى البداية في فيلم خيال رخيص Pulp Fiction للمخرج كوينتن تارانتينو سنة 1994، فاشتهر استخدامها مجدداً في الأغراض الدعائية وفي موسيقى ألعاب الفيديو وغيرها.

## النسخة العربية
توجد نسخة عربية من مصرلو باسم « يا أمال »، وهي من أداء وكلمات المايسترو كلوفيس الحاج، الذي كان يعمل ملحّنًا في الإذاعة اللبنانية وبعدها في إذاعة الشرق الأدنى.

## اقرأ أيضاً
- موسيقى تقليدية

## وصلات خارجية
- مصرلو؛ نسخة 1927 اليونانية على يوتيوب
- النسخة العربية للمايسترو كلوفيس الحاج ، أغنية يا أمال على يوتيوب
- نسخة للعازف ديك ديل على الجيتار الكهربائي على يوتيوب
- عزف اللحن على العود على يوتيوب